# Princes Street Gardens

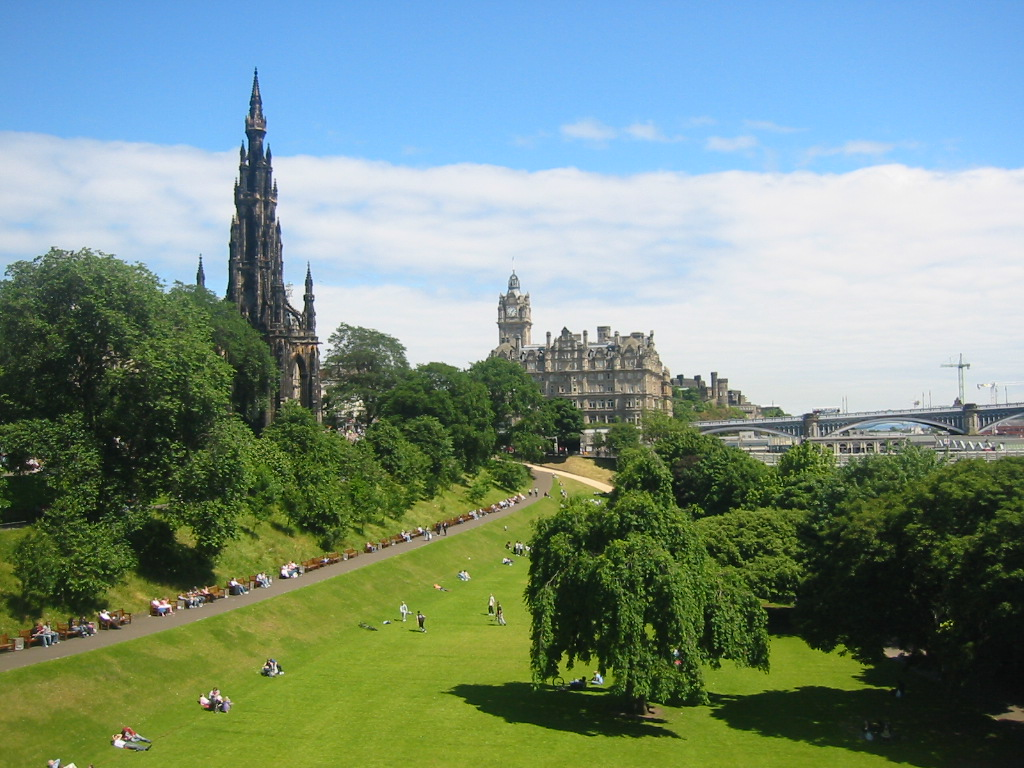
La parte este de los Jardines, desde la que se puede observar el Scott Monument, el Balmoral Hotel y la Waverley Station, detrás de la cual se halla el North Bridge.

Los Jardines de la Calle de los Príncipes (Princes Street Gardens) es un parque público que se encuentra en el centro de Edimburgo (Escocia) y a los pies del Castillo de Edimburgo. Los jardines fueron creados en la década de 1820, tras la fundación de la Ciudad Nueva y el drenaje del antiguo lecho del Nor Loch, un lago situado en el centro del actual Edimburgo que se encontraba altamente contaminado tras años de vertidos de aguas residuales procedentes de la Ciudad Vieja
Los jardines se distribuyen a lo largo de la parte sur de la Princes Street (Calle de los Príncipes) y quedan partidos por The Mound, una colina artificial construida para conectar la parte nueva y vieja de la ciudad de Edimburgo. La parte este del parque ocupa desde The Mound hasta Waverley Bridge, sumando un total de 34.000 m² (8'5 acres). Los West Princes Street Gardens son mayores, alcanzando unos 120.000 m² (29 acres), y se extienden hasta las iglesias de St. John's y St. Cuthbert's, cercanas a Lothian Street.
Los Princes Street Gardens desarrollan un papel principal en la vida de la ciudad, sirviendo de punto de reunión y recreo para sus habitantes. Asimismo, suele albergar conciertos de música que se celebran de forma regular en el quiosco de Ross, así como otros actos de las celebraciones del Hogmanay.

## Monumentos

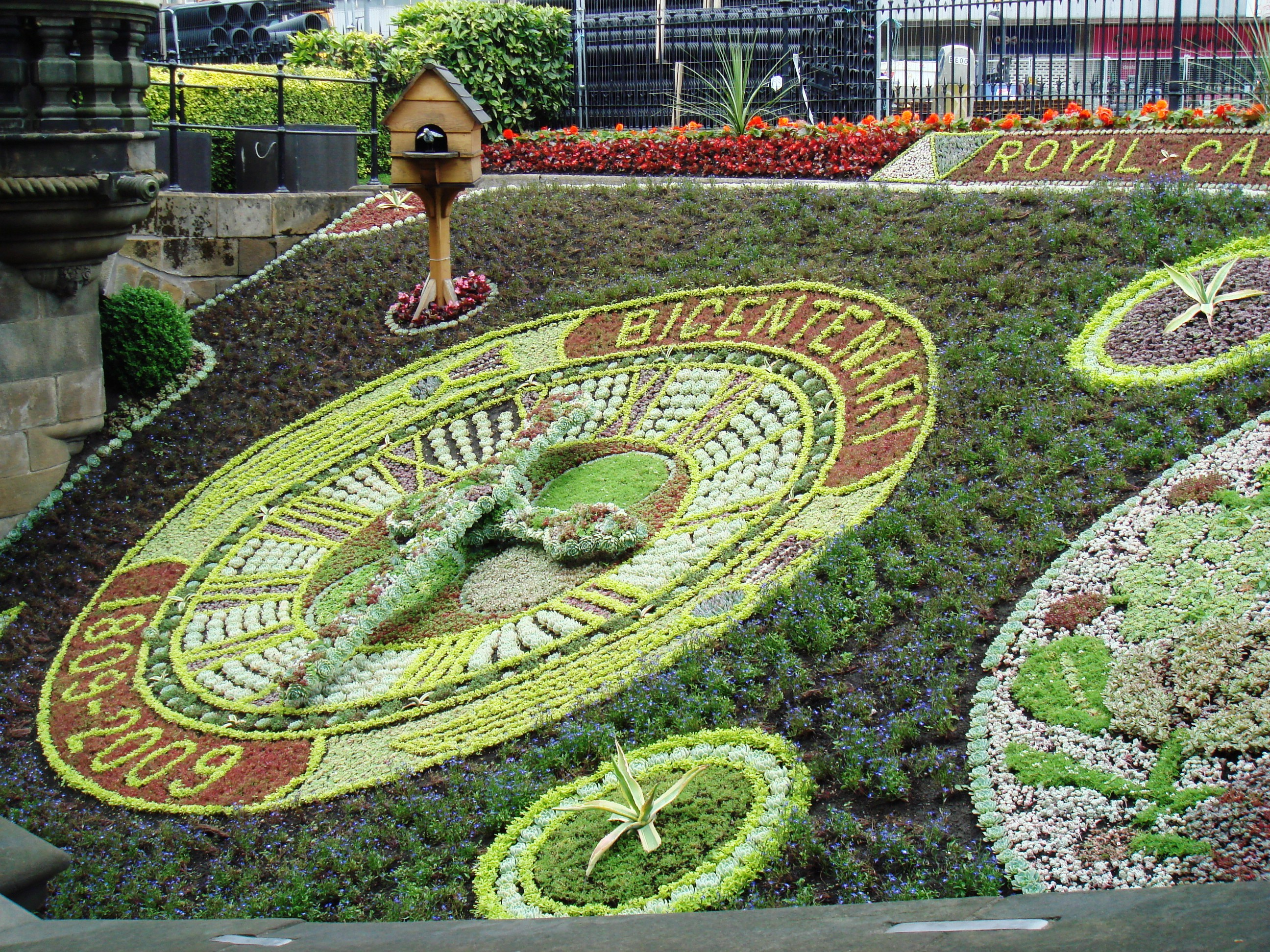
Reloj floral en Princes Street Gardens

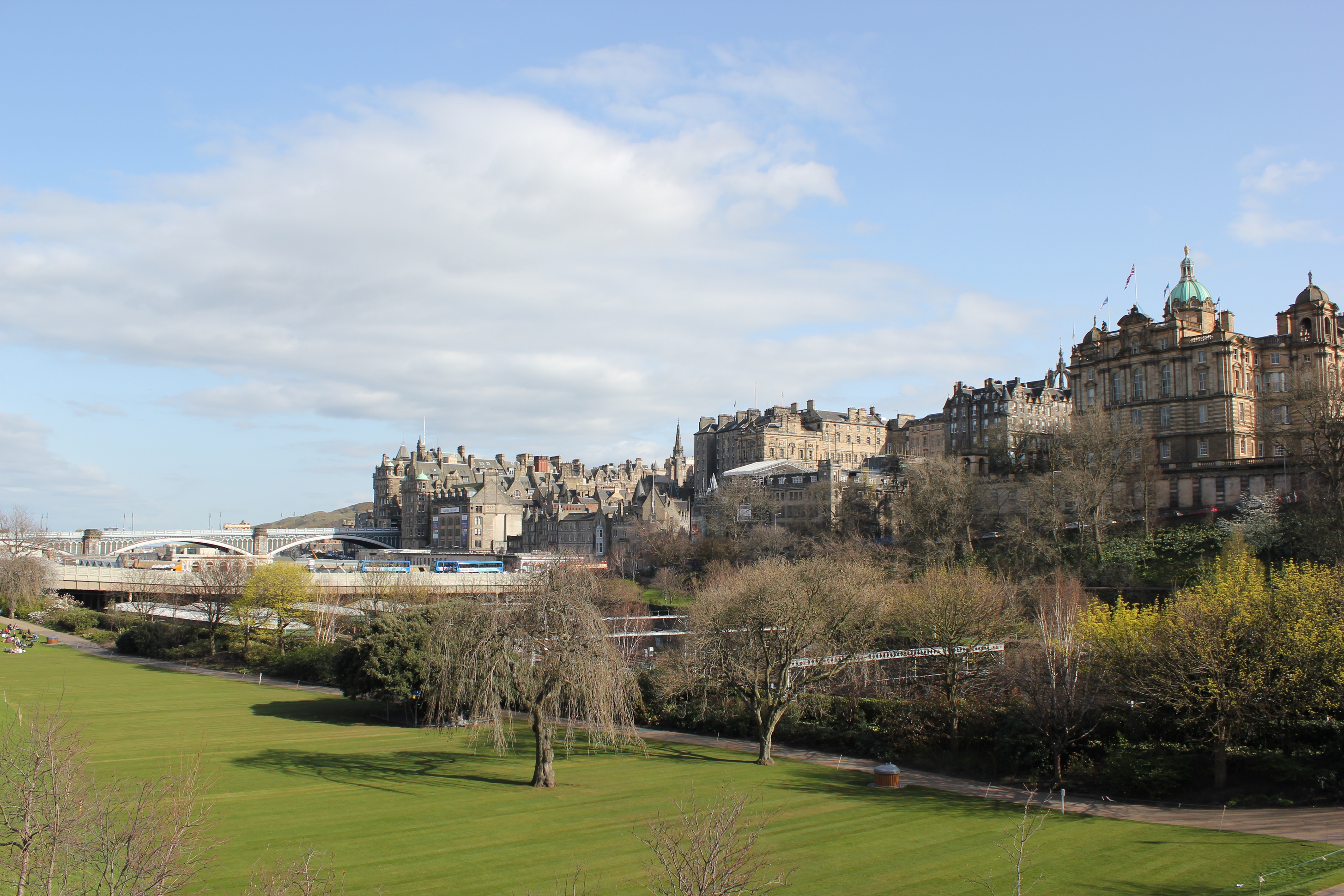
Princes Street Gardens con vistas hacia Old Town.

Los jardines están decorados con muchas estatuas y monumentos, especialmente en la franja que linda con el sur de la Calle Princes. El más destacado de ellos es el que se conoce como Scott Monument, construido en 1844 en honor del escritor Walter Scott. En la zona este de los jardines también hay estatuas dedicadas a David Livingstone, al editor Adam Black y al profesor John Wilson, así como un monumento dedicado a los brigadistas escoceses voluntarios en la guerra civil española. En la zona oeste hay estatuas ergidas en honor a Allan Ramsay, Thomas Guthrie y James Young Simpson y otros monumentos, como la Fuente Ross y el quiosco de música, el Memorial escocés de la Guerra Americana y un reloj floral.

## Winter Wonderland
Cada año, en fechas próximas a las navidades, los Princes Street Gardens se transforman en Winter Wonderland (algo así como "el país de las maravillas de invierno o navideño"). Con ello el parque se transforma, colocándose atracciones de feria y celebrándose un mercado navideño en le que se venden productos y comestibles de todo el mundo. Las atracciones más conocidas son la pista de hielo y la noria de 33 metros, también conocida como 'The Edinburgh Eye'. Durante esta época también se representan obras teatrales típicas.